# Château de La Plaze
Le château de La Plaze est un château situé en France sur la commune d'Omps, en région Auvergne-Rhône-Alpes.

## Historique
Le château actuel a été construit en 1783 à l’emplacement d’un ancien château-forteresse du XVIe siècle, alors en ruines. Cette maison de plaisance de la fin du XVIIIe siècle témoigne d’une volonté de transformation architecturale vers un style classique. Au milieu du XIXe siècle, l’artiste William Laparra a enrichi les intérieurs en y ajoutant des peintures de paysages dans le goût italien,.

### Protection
Le château est inscrit au titre des monuments historiques par arrêté du 14 juin 2002.

## Description
Le manoir, de style classique, est construit sur une terrasse dominant un jardin en gradins à l’italienne. Il comprend un logis principal avec un avant-corps central, encadré de deux pavillons de communs, et une grande grange à l’ouest. L’intérieur conserve ses décors du XVIIIe siècle (boiseries, stucs, cheminées), enrichis au XIXe siècle par des peintures de paysages en médaillon signées William Laparra.